# Alla själars dag
Alla själars dag är en åminnelsefest som firas av den romersk-katolska kyrkan den 2 november. Framför allt fokuserar man på de avlidna anhöriga. Dagen infaller dagen efter allhelgonadagen, då man firar helgonen, som redan är frälsta. På alla själars dag fokuserar man alltså på dem som ännu inte är frälsta, på dem som ännu inte med säkerhet befinner sig i himmelrikets härlighet. Detta hänger ihop med den romersk-katolska tron på skärselden: att människor som avlidit i tron på Jesus behöver ett stadium av rening innan de kan möta Gud i den bländande ljuvligheten i Paradiset.
Redan tidigt i kyrkans historia skrev de troende ner namnen på sina avlidna anhöriga i anteckningsböcker, kallade diptyker. På 500-talet införde Benediktinorden en minnesdag för de avlidna i samband med pingsten. Seden att fira alla själars dag den 2 november går tillbaka till medeltiden. Sannolikt instiftades dagen på 900-talet av abboten Odo, verksam vid klostret i Cluny i Frankrike.
I den katolska bönboken Oremus står följande om alla själars dag: ”Årstiden påminner om skapelsens obeständighet och Guds evighet. Människan måste obönhörligen ge upp allt som inte är evigt. Hennes tillgångar, hennes välbefinnande och liv är inga absoluta värden. Det enda som till sist gäller är Guds kärlek till oss och i oss. Allt i oss som inte består i den absoluta kärlekens eldprov måste förintas. Men ’kärleken upphör aldrig’ (1 Kor 13:8). Vi som lever i tiden och de som gått ur tiden är med kärlekens band förenade i de heligas gemenskap. Gud vill genom den bedjande kyrkan i himlen och på jorden förmedla frukterna av Kristi seger över döden. Därför ber vi för de avlidna (jfr 2 Mack 12:43-46) och stärker så den gemenskapen. Ljuslågorna på gravarna är symboler för samhörigheten bortom graven och tecken på att vår mänskliga strävan skall renas i Påskens mysterium och fullkomnas i Guds eviga Rike”.
Vid mässan på alla själars dag, brukar man be för sina avlidna anhöriga. De som är närvarande på mässan, som även kallas Requiem-mässa, kan skriva ned namnen på dem man önskar få förbön för. Dessa namn kan sedan läsas upp i förbönen efter predikan och trosbekännelsen. Det är också vanligt att man går till kyrkogården och ber för de döda.
I Svenska kyrkan återinfördes Alla själars dag som helgdag 2002 och infaller på söndagen efter Alla helgons dag. I Svenska kyrkans evangeliebok talar kollektbönen på alla själars dag om hur Gud låtit Jesus uppstå "för att han skulle vara herre över levande och döda". Man ber om "nåd att ta emot honom som vår frälsare, så att vi med honom får gå in i det eviga livet". På denna dag (eller ibland av praktiska skäl på lördagen) firas ofta minnesgudstjänster. Det är vanligt att man under sådana gudstjänster tänder ljus för de avlidna, vars namn läses upp.

## Källhänvisningar
1. ↑  Davies, John Gordon; Hellerström, A.O.T. (1968). Liturgiskt handlexikon. Stockholm: Verbum. Libris 710376
2. ↑   Oremus : katolsk bönbok. (7. rev. uppl). Katolska liturgiska nämnden. 2014. sid. 309. ISBN 9789187389092. OCLC 941248475. https://www.worldcat.org/oclc/941248475. Läst 2 november 2018